# Aciphylla anomala
Aciphylla anomala là một loài thực vật có hoa trong họ Hoa tán. Loài này được Allan mô tả khoa học đầu tiên năm 1961.